# Hubbard (Nebraska)
Hubbard és una població dels Estats Units a l'estat de Nebraska. Segons el cens del 2000 tenia 234 habitants.

## Demografia
Segons el cens del 2000, Hubbard tenia 234 habitants, 83 habitatges, i 56 famílies. La densitat de població era de 501,9 habitants per km².
Dels 83 habitatges en un 39,8% hi vivien nens de menys de 18 anys, en un 55,4% hi vivien parelles casades, en un 9,6% dones solteres, i en un 32,5% no eren unitats familiars. En el 27,7% dels habitatges hi vivien persones soles el 10,8% de les quals corresponia a persones de 65 anys o més que vivien soles. El nombre mitjà de persones vivint en cada habitatge era de 2,82 i el nombre mitjà de persones que vivien en cada família era de 3,52.
Per edats la població es repartia de la següent manera: un 32,5% tenia menys de 18 anys, un 12% entre 18 i 24, un 28,2% entre 25 i 44, un 15,4% de 45 a 60 i un 12% 65 anys o més.
L'edat mediana era de 29 anys. Per cada 100 dones de 18 o més anys hi havia 107,9 homes.
La renda mediana per habitatge era de 40.938 $ i la renda mediana per família de 42.188 $. Els homes tenien una renda mediana de 31.818 $ mentre que les dones 20.625 $. La renda per capita de la població era de 15.644 $. Aproximadament el 8,5% de les famílies i el 10% de la població estaven per davall del llindar de pobresa.

## Poblacions més properes
El següent diagrama mostra les poblacions més properes.